# Nyctibatrachus danieli
Nyctibatrachus danieli é uma espécie de anfíbio anuro da família Nyctibatrachidae. Está presente na Índia. A UICN classificou-a como em perigo de extinção.